# Neonauclea formicaria
Neonauclea formicaria är en måreväxtart som först beskrevs av Adolph Daniel Edward Elmer, och fick sitt nu gällande namn av Elmer Drew Merrill. Neonauclea formicaria ingår i släktet Neonauclea och familjen måreväxter. Inga underarter finns listade i Catalogue of Life.